# Brandvlei

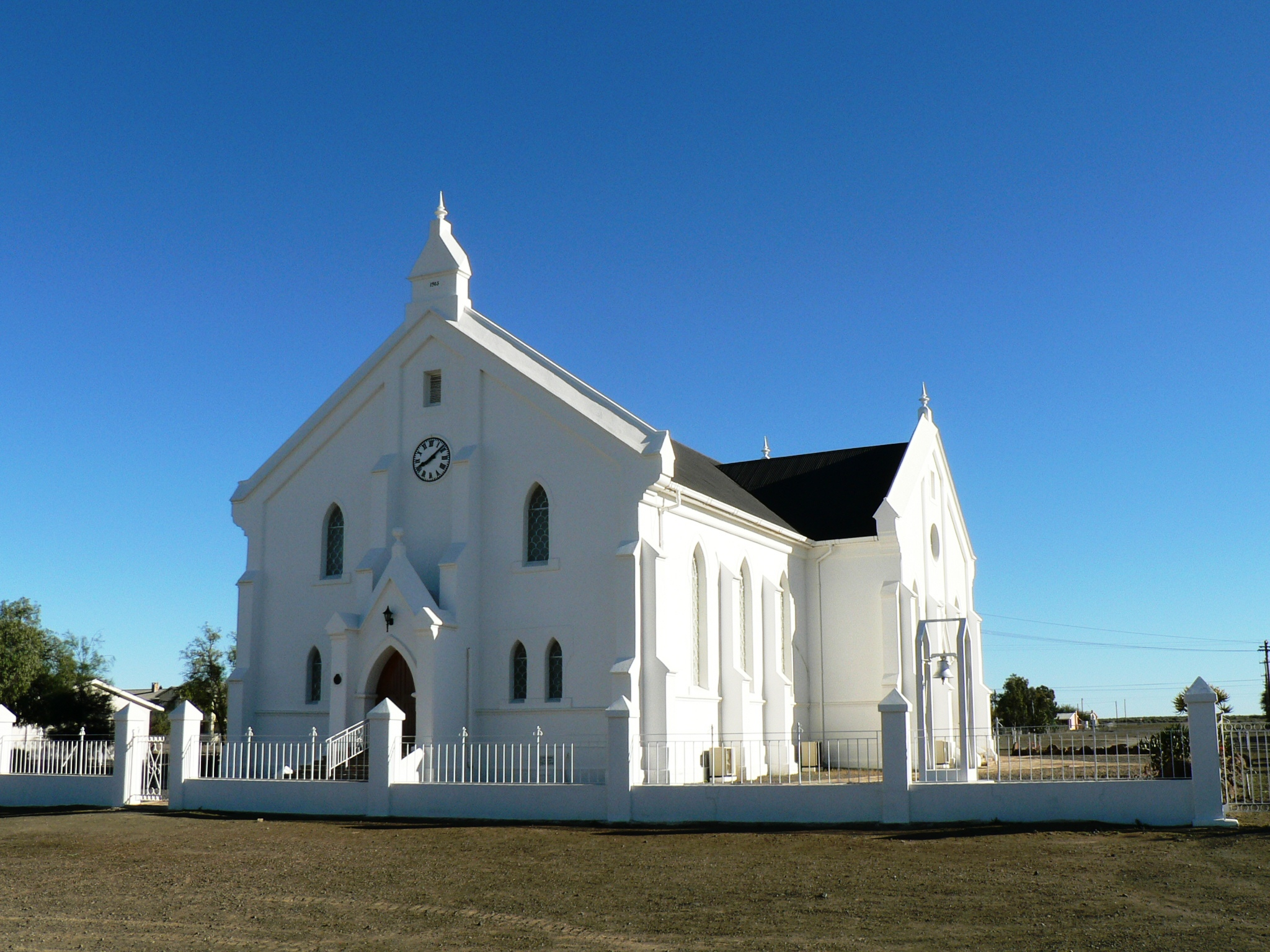
De NG-kerk in Brandvlei

Brandvlei is een dorp gelegen in de gemeente Hantam in de regio Karoo in de Zuid-Afrikaanse provincie Noord-Kaap. Brandvlei is gelegen in de buurt van een grootte zoutpan in de streek "Boesmanland", ook wel bekend als Dorsland en moet niet worden verward met het Brandvlei gelegen ten zuiden van Worcester in de provincie West-Kaap. In de omgeving van Brandvlei wordt zout gewonnen en er zijn ook verschillende bosjesmantekeningen te zien.

## Geschiedenis
Waar nu Brandvlei is gelegen vestigde zich in de 19e eeuw een trekboer genaamd "Ou Brand", vandaar de naam van het dorp. Brand vestigde zich op deze plaats aan de "Sakrivier", een droge rivierbedding, die zich alleen bij gelegenheden met water vult na goede regenval. Deze regenval heeft meestal tot gevolg dat plotselinge overstromingen optreden. 
Door z'n overstroming in 1961 werd de nederzetting in tweeën gesneden. Na het herstel van de aangerichte verwoestingen werd Brandvlei in 1962 erkend als gemeente. Verneukpan is gelegen halverwege tussen Brandvlei en Kenhardt.

## Natuur en klimaat
Het gebied had eens een subtropisch klimaat, zoals tijdens het Mioceen. De vele fossielen die zijn gevonden ondersteunen dit feit. Vanaf 1910 gebruikten de boeren een irrigatiemethode vergelijkbaar met die welke voor duizenden jaren werd gebruikt door de Egyptenaren. Doordat het grondoppervlak plat is stroomt het water niet makkelijk weg. Op deze manier werd het regenwater verspreid over een groter gebied en kon het bezinken in de grond. De vochtigheid in het gebied is voldoende om op erg kleine schaal gewassen te verbouwen. De boeren leefden van deze gewassen wanneer de regenval was gestopt. Op de lange termijn was deze methode echter niet te handhaven, aangezien het verdampte water zout en andere mineralen later liet in de grond. Vandaag de dag wordt deze methode daarom niet langer toegepast.
De streek bevat erg weinig vegetatie, voornamelijk erg laag struikgewas en geel gras, te midden van een rotsachtig en woestijnachtig landschap. Wanneer je reist ten noorden van Brandvlei naar Kenhardt trek je door een groots maar ledig landschap voor de volgende 200 km. 
Tijdens het regenseizoen verzamelen de vogels zich in de zoutpannen, wanneer deze water bevatten na de regenval. In het gebied zijn temperaturen van 40°C en hoger zijn niet ongebruikelijk.

## Bezienswaardigheden
- Vogelleven

De zoutpannen veranderen na de zomerregens in vogelreservaten.
- NG Kerk

Bezoek de oude Nederduits-Gereformeerde Kerk, in neogotische stijl.
- Lekkerlê and Kans

Twee boerderijen waar schitterende voorbeelden van Sanrotstekeningen kunnen worden bezichtigd.
- 'Verneukpan

In 1929, Sir Malcolm Campbell probeerde hier zonder succes om het wereld snelheidsrecord over land te verbeteren. Hij reed meer dan 300 miles per uur in zijn "Napier-Campbell Blue Bird".
- Paragliding

In 1993 werd hier het record gevestigd voor de grootste hoogtetoename (4526m). De regio Karoo is erg thermisch en verschillende paraglidingrecords zijn hier over de jaren gevestigd.